# Lindvreten, Strängnäs kommun
Lindvreten är en småort i Åkers socken i Strängnäs kommun. Den är belägen 2 km väster om Åkers styckebruk.